# Книлинген
Книлинген (нем. Knielingen) — это старейший документально подтвержденный и второй по величине район города Карлсруэ (по площади примерно 2000 га). Расположен на северо-восточной окраине города и граничит с городскими районами Нойройт на востоке, Нордвестштадт на юго-востоке, Мюльбург на юге и рекой Рейн на западе.

## История
Книлинген впервые документально упоминается в 786 году под названием «Cnutlinga» в кодексе Лоршского монастыря. Раскопки  и археологические находки указывают на заселение этой местности ещё в бронзовом веке.
История жителей Книлингена всегда была под сильным влиянием непосредственной близости реки Рейн. Коррекция русла Рейна, осуществлённая в 1817 году под руководством инженера Иоганна Туллы привела к потере земель, которые сегодня расположены на левом берегу Рейна, принедлежащем Франции.

## Герб
На гербе Клинигена изображена чёрная пентаграмма на жёлтом фоне. Цвета герба, чёрный и золотой были приняты Государственным архивом в 1895 году по предложению муниципального совета Книлингена.

## Прозвище
Так как Книлинген был давно хорошо известен большим количеством растущих здесь лесных груш, также называемых дикими грушами, Книлинген получил прозвище «Holzbiere», что означает «пивной лес».